# S10 (holenderska piosenkarka)
S10, właściwie Stien den Hollander (wym. [stin dɛn ˈɦɔlɑndər]; ur. 8 listopada 2000 w Abbekerk) – holenderska piosenkarka, raperka i autorka tekstów. Reprezentantka Holandii w 66. Konkursu Piosenki Eurowizji (2022).

## Życiorys
Od urodzenia nie miała prawie żadnego kontaktu ze swoim biologicznym ojcem. W młodości cierpiała na problemy ze zdrowiem psychicznym, w tym halucynacje słuchowe i depresję. Gdy miała 14 lat, po próbie samobójczej trafiła do szpitala psychiatrycznego. Dorastała w Abbekerk, a później w Hoorn, gdzie uczęszczała do szkoły średniej. Po ukończeniu programu liceum w 2018 studiowała w Herman Brood Academie w Utrechcie.
W 2016 rozpoczęła karierę muzyczną, a rok później podpisała kontrakt z holenderską wytwórnią hip-hopową Noah’s Ark. W 2019 wydała album studyjny pt. Snowsniper, za który otrzymała Edison Music Award. W maju 2022, reprezentując Holandię z utworem „De diepte”, zajęła 11. miejsce w finale 66. Konkursu Piosenki Eurowizji w Turynie.

## Dyskografia

### Albumy studyjne
| Rok  | Inforrmacje | Najwyższa pozycja na liście |
| Rok  | Inforrmacje | NLD                         |
| ---- | --- | --------------------------- |
| 2019 | Snowsnipper - Data: 8 listopada 2019 - Wytwórnia: Noah's Ark - Format: digital download · media strumieniowe      | 61                          |
| 2020 | Vlinder - Data: 13 listopada 2020 - Wytwórnia: Noah's Ark - Format: winyl · digital download · media strumieniowe | 5                           |

### Minialbumy
| Tytuł | Inforrmacje |
| ----- | --- |
| 2017  | Antipsychotica - Data: 27 października 2017 - Wytwórnia: Noah's Ark - Format: digital download · media strumieniowe |
| 2018  | Lithium - Data: 6 lipca 2018 - Wytwórnia: Noah's Ark - Format: digital download · media strumieniowe                |
| 2019  | Diamonds - Data: 14 marca 2019 - Wytwórnia: Noah's Ark - Format: digital download · media strumieniowe              |

### Single

#### Jako główna artystka
| Rok                                                      | Tytuł                                        | Najwyższe pozycje na listach | Najwyższe pozycje na listach | Najwyższe pozycje na listach | Najwyższe pozycje na listach | Najwyższe pozycje na listach | Najwyższe pozycje na listach | Najwyższe pozycje na listach | Najwyższe pozycje na listach | Album      |
| Rok                                                      | Tytuł                                        | NLD (Top 40)                 | NLD (Top 100)                | BEL (Fl)                     | GRE                          | ISL                          | LTU                          | SWE                          | UK Down.                     | Album      |
| -------------------------------------------------------- | -------------------------------------------- | ---------------------------- | ---------------------------- | ---------------------------- | ---------------------------- | ---------------------------- | ---------------------------- | ---------------------------- | ---------------------------- | ---------- |
| 2016                                                     | „Dark Room Filled with Flowers” (jako Stien) | –                            | –                            | –                            | –                            | –                            | –                            | –                            | –                            | –          |
| 2017                                                     | „Gucci veter”                                | –                            | –                            | –                            | –                            | –                            | –                            | –                            | –                            | –          |
| 2018                                                     | „Storm”                                      | –                            | –                            | –                            | –                            | –                            | –                            | –                            | –                            | –          |
| 2019                                                     | „Ik heb jouw back”                           | –                            | –                            | –                            | –                            | –                            | –                            | –                            | –                            | Diamonds   |
| 2019                                                     | „Laat mij niet gaan”                         | –                            | –                            | –                            | –                            | –                            | –                            | –                            | –                            | Snowsniper |
| 2019                                                     | „Alleen”                                     | –                            | –                            | –                            | –                            | –                            | –                            | –                            | –                            | Snowsniper |
| 2020                                                     | „Ogen wennen altijd aan het donker”          | –                            | –                            | –                            | –                            | –                            | –                            | –                            | –                            | –          |
| 2020                                                     | „Maria”                                      | –                            | –                            | –                            | –                            | –                            | –                            | –                            | –                            | Vlinders   |
| 2021                                                     | „Adem je in”                                 | 15                           | –                            | –                            | –                            | –                            | –                            | –                            | –                            | –          |
| 2022                                                     | „De diepte”                                  | 1                            | 1                            | 4                            | 60                           | 9                            | 8                            | 44                           | 38                           | –          |
| „–” oznacza, że singel nie był notowany na danej liście. |                                              |                              |                              |                              |                              |                              |                              |                              |                              |            |

#### Z gościnnym udziałem
| Rok                                                      | Tytuł                                                 | Najwyższe pozycje na listach | Najwyższe pozycje na listach | Najwyższe pozycje na listach | Album           |
| Rok                                                      | Tytuł                                                 | BEL (Fl)                     | NLD (Top 40)                 | NLD (Top 100)                | Album           |
| -------------------------------------------------------- | ----------------------------------------------------- | ---------------------------- | ---------------------------- | ---------------------------- | --------------- |
| 2018                                                     | „Codes” (Kraantje Pappie, gościnnie: S10)             | –                            | –                            | –                            | Daddy           |
| 2018                                                     | „Hoop” (S10, gościnnie: Jayh)                         | –                            | –                            | –                            | –               |
| 2019                                                     | „Vooruitzicht” (Lijpe, gościnnie: S10)                | –                            | –                            | 49                           | Fastlife        |
| 2020                                                     | „Bag” (S10, gościnnie: Kevin & Hef)                   | –                            | –                            | –                            | Mocro Maffia II |
| 2020                                                     | „Ontastbaar” (Sticks, gościnnie: Winne, S10)          | –                            | –                            | –                            | Stickmatic      |
| 2020                                                     | „Love = Drugs” (S10, gościnnie: Ares)                 | –                            | –                            | –                            | –               |
| 2020                                                     | „Alles waard” (Winne, gościnnie: S10, Raw Roets)      | –                            | –                            | –                            | So So Lobi 2    |
| 2020                                                     | „Achter ramen” (S10, gościnnie: Zwangere Guy)         | –                            | –                            | –                            | Vlinders        |
| 2021                                                     | „Adem je in (Remix)” (S10, gościnnie: Frenna & Kevin) | –                            | 15                           | 3                            | –               |
| 2021                                                     | „Onderweg” (Bazart, gościnnie S10)                    | 13                           | –                            | –                            | –               |
| 2021                                                     | „Schaduw” (KA, gościnnie: S10)                        | –                            | –                            | 19                           | –               |
| 2022                                                     | „De leven” (S10, gościnnie: Joep Beving)              | –                            | –                            | –                            | –               |
| 2022                                                     | „Zonder gezicht” (Froukje, gościnnie S10)             | –                            | –                            | 37                           | Uitzinnig       |
| „–” oznacza, że singel nie był notowany na danej liście. |                                                       |                              |                              |                              |                 |

## Nagrody i nominacje
| Rok  | Konkurs/Program | Kategoria                   | Rezultat  | Źr.    |
| ---- | --------------- | --------------------------- | --------- | ------ |
| 2020 | Edison Award    | Alternatywna („Showsniper”) | Wygrana   | [ 22 ] |
| 2021 | Edison Award    | Alternatywna („Vlinders”)   | Nominacja | [ 23 ] |